# Декларативно дело за конституционност
Декларативно дело за конституционност (на португалски: Ação declaratória de constitucionalidade, ADC) в Бразилия е процедурен инструмент за абстрактен конституционен контрол над федералните закони и нормативни актове, който има за цел да се демонстрира съвместимостта на нормативния акт с действащата конституция. В Бразилия абстрактният конституционен контрол е концентриран във Върховния федерален съд на Бразилия, който единствен има правото да разглежда и да се произнася по декларативни дела за конституционност.

## Характеритики
Декларативното дело за конституционност не присъства в оригиналните разпоредби на Бразилската федерална конституция от 1988 г. Този инструмент е създаден с Третата поправка на конституцията от 1993 г. По същество ADC се възприема като разновидност на Директното дело за противоконституционност (ADI), но с противоположен ефект, тъй като за разлика от ADI целта на ADC е да се демонстрира липсата на противоречие между даден нормативен акт и разпоредбите на конституцията, като единствен критерий за конституционност. За разлика от ADI, обект на ADC могат обаче да бъдат само федерални закони и нормативни актове, които вече са влезли в сила.
Подобно на АDI, ADC е процедура, която се провежда пред Върховния федерален съд, само след като последният бъде сезиран от един от следните субекти:
- Президента на Републиката;
- Председателския съвет на Федералния сенат;
- Председателския съвет на Камарата на депутатите;
- Председателските съвети на щатските законодателни асамблеи или на Законодателната камара на Федералния окръг;
- Щатските губернатори или губернатора на Федералния окръг;
- Главния прокурор на Републиката;
- Федералният съвет на Бразилската адвокатска асоциация;
- политически партия, представена в Националния конгрес;
- конфедерации на работнически организации или от професионални асоциации с национално значение.[4]

ADC е процедурен инструмент, който позволява в сравнително кратки срокове да се разрешат съществуващи в съдебната практика съмнения и спорове относно приложимостта на даден федерален закон или нормативен акт от гледна точка на действащите конституционни разпоредби. Нещо повече, според законодателството, регулиращо приложението на ADC, вносителят на иска за започване на процедурата ADC трябва ясно да посочи в заявлението си пред съда съществуването на релевантно правно противоречие относно приложимостта на нормативния акт, който е обект на декларативното дело за конституционност. Тъй като в Бразилия всеки съд може да осъществява конституционен контрол върху законодателството, често първоинстанционните съдилища са претоварени с голям брой сходни дела, оспорващи конституционността на даден законодателен акт. Така например в областта на фискалните въпроси и проблемите, свързани с пенсионната система, обезпокоителен става огромният брой дела, които оспорват конституционността на данъците или критериите, които правителството използва за индексиране на пенсиите. През 2008 г. 46,94% от делата, заведени пред Върховния съд, засягат фискални или административни норми. Когато съдебната практика започне да изобилства от множество примери на противоречиви съдебни решения около сходни по предмет дела, засягащи конституционността на прилагането на даден нормативен акт, налице е сериозно противоречие относно приложимостта на законодателния акт от гледна точка на конституцията. А целта на ADC, както е изложена от върховния съдия Жилмар Менджис, е да се съхрани презумпцията за конституционност на законодателството, която може да бъде застрашена, ако съществуват голям брой съдебни решения, които противоречат на нормата. Поради тази причина върху вносителя на иска за ADC пада товарът да докаже, че съществува релевантно противоречие относно приложението на нормативния акт, обект на ADC, като посочи значителен брой примери на противоречиви решения от практиката на различни съдилища. В този смисъл Върховният съд се е произнесъл, че вносителят на акта трябва да демонстрира релевантна пропорция на съществуващото в съдебната практика противоречие. Това изискване на съда е в съответствие с принципа reductio ad absurdum т.е. юридическото противоречие трябва да е достатъчно силно, за да породи състояние на липса на правна сигурност.
В хода на процедурата ADC Върховният съд може да издаде прелиминарна рестриктивна заповед, с която да заповяда на всички съдебни органи в страната да суспендират започнатите дела, засягащи прилагането на нормативния акт, който е обект на ADC, до момента, в който съдът ще се произнесе с решение по делото. В този случай решението за издаване на рестриктивната заповед трябва да е взето с абсолютно мнозинство от пълния състав на Върховния федерален съд.
Подобно на ADI, решенията на Върховния федерален съд по директни дела за конституционнст имат задължителен характер, придобиват ефект с обратна във времето сила (ex tunk) и по отношение на всички (erga omnes), като в това число влизат съдебната и изпълнителната власт и нейната администрация на федерално, щатско и общинско ниво, но решенията на съда по тези дела нямат ефект върху Законодателната власт на страната.